# Affaires devant le Tribunal pénal international pour l'ex-Yougoslavie
Cet article dresse un panorama détaillé de l'activité du Tribunal pénal international pour l'ex-Yougoslavie (TPIY). En plus de son bilan à l'égard duquel les avis sont partagés et des dates marquantes de son existence, une liste des individus poursuivis, incluant ceux pour qui les charges ont été retirées, est incluse.

## Synthèse
L'action du TPIY, « travail titanesque », s'inscrit sur un quart de siècle : un acte d'accusation a été émis à l'encontre de 161 personnes, 123 arrestations ont lieu, 111 procès ont été achevés pour 90 condamnations, 19 acquittements et 13 renvois devant les juridictions nationales. Plus de 4 650 témoins ont déposé et on dénombre plus de 2,5 millions de pages de comptes-rendus d'audience.

### Bilan général

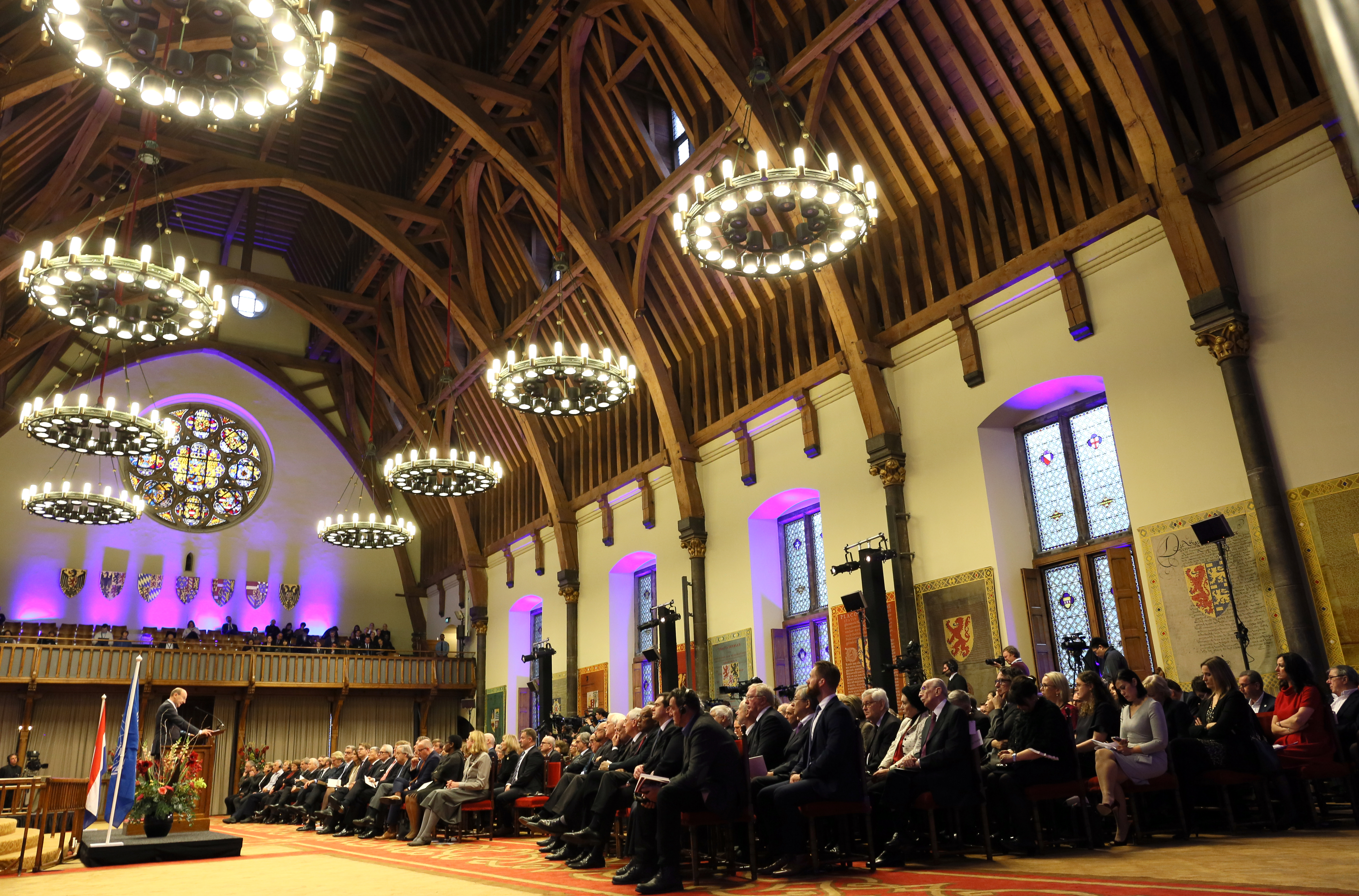
Cérémonie de clôture du TPIY - décembre 2017

Les avis sont partagés sur le bilan du TPIY.
Joël Hubrecht tient les analyses suivantes. La condamnation des responsables qui ont agi en Bosnie-Herzegovine est l'une des réussites incontestables de ce tribunal. Il en est autrement concernant la Croatie (acquittement d'Ante Gotovina qui a provoqué « frustration et consternation » ; absence de poursuites à l'égard de Franjo Tuđjman en raison de son décès en 1999), le Kosovo (accusations dirigées contre l'Armée de libération du Kosovo jugées quantitativement « décevantes ») et enfin certains individus de nationalité serbe dont le procès était extrêmement attendu (par exemple Slobodan Milošević). En toute hypothèse, le tribunal aura établi une jurisprudence sur les crimes internationaux qui n'existait pas avant lui.
La lenteur du travail a souvent été critiquée. Alain Pellet, professeur de droit international et rapporteur de la Commission Truche à l'origine du projet français de création de la juridiction, rejette ce point en précisant que toutes les procédures internationales sont longues par essence et que dans le cas du TPIY, s'est ajoutée la difficulté du nombre important de victimes.
Loïck Tregoures, spécialisé en sciences politiques, relève trois aspects importants. D'abord, le tribunal a été un « pionnier » dans le domaine et aura prouvé qu'il est possible de traduire des individus accusés de crimes internationaux, chefs d'Etats compris. Ensuite, son héritage sera marqué par une dimension historique qui se révèle probablement être d'une « inquiétante ambiguïté ». En effet, en acquittant certains individus avec des motifs questionnable en droit (par exemple Ramush Haradinaj), les juges ont « pris à revers le travail des historiens qui avaient pourtant établi, dès la fin des années 1990, une architecture intellectuelle de la guerre ». Enfin, le tribunal n'a pas pu être perçu comme un tiers neutre en raison de nationalistes au pouvoir qui n'avaient aucun intérêt à dévier de leurs positions. Si ce grief n'est donc pas à mettre à la charge de la juridiction, il n'en reste pas moins qu'elle a échoué dans sa mission de réconciliation. Diane Orentlicher, juriste internationaliste, soutient elle aussi que le tribunal a contribué à forger un « état d'esprit différent » chez les populations. Elle indique en ce sens qu'il est désormais normal de penser que les « cerveaux » organisant des atrocités doivent être traduits devant la justice contrairement au passé où les dictateurs pouvaient « prendre leur retraite ».
Rachel Kerr, maître de conférences en droit international humanitaire, considère que le tribunal n'est pas nécessairement fautif concernant les difficultés de restauration et de maintien de la paix. Toutefois, elle ajoute : « s’il y a une leçon qui peut être tirée, c’est que la justice pénale internationale n’est pas le meilleur outil pour encourager la paix et la réconciliation ». Dans le même sens, Pierre Hazan, spécialisé en justice transitionnelle, souligne le décalage entre « la vérité judiciaire », c'est-à-dire les décisions rendues à La Haye, et la glorification actuelle de certains condamnés en ex-Yougoslavie ; il relève que si l'ambition de juger « au nom de l'humanité » est « louable », ceci reste une « abstraction » qui est parfois balayée par ce qui se passe sur l'ex terrain des crimes, à savoir un refus de reconnaître ce qui a été pourtant jugé. Pour Philippe Sands, professeur de droit international, l'action du TPIY a démontré la fonction « importante mais limitée » que la justice pénale internationale peut jouer dans des différends d'ordre politique de longue date.
Rafaëlle Maison, professeur de droit public, critique certaines poursuites lancées par le procureur, à l'instar du procès de Naser Orić, « expression d'un récit inversé du réel, une réécriture de l'Histoire » mais note que « l'ensemble des procès a eu le mérite de rendre compte d'un appareil politico-judiciaire militarisé, d'une entreprise criminelle d'Etat globale ». Robert Roth, professeur de droit, défend pour sa part certains des acquittements prononcés en expliquant : « il est sain d'avoir des standards de condamnation stricts en matière de justice internationale ».
Le magistrat français Antoine Garapon estime que l'un des défis majeurs du TPIY concernait l'impartialité notamment parce qu'il y avait eu de nombreux belligérants au cours du conflit. Il soutient que cette difficulté a été dépassée. En effet, d'un point de vue qualitatif, contrairement par exemple au Tribunal pénal international pour le Rwanda qui n'a pu poursuivre les actes commis par le FPR en raison du refus de Kigali de coopérer, le TPIY a réussi à mener des procès contre des serbes, albanais, croates. En outre, en termes quantitatifs, le bilan de la juridiction démontre que le nombre de personnes mises en accusation est élevé. Ce point est notable par rapport à d'autres juridictions pénales hybrides : une dizaine de dossiers ont été ouverts par les Chambres extraordinaires au sein des tribunaux cambodgiens tandis que le Tribunal spécial pour le Liban n'a, en 2017, mené aucun procès à terme.

### Quelques dates marquantes

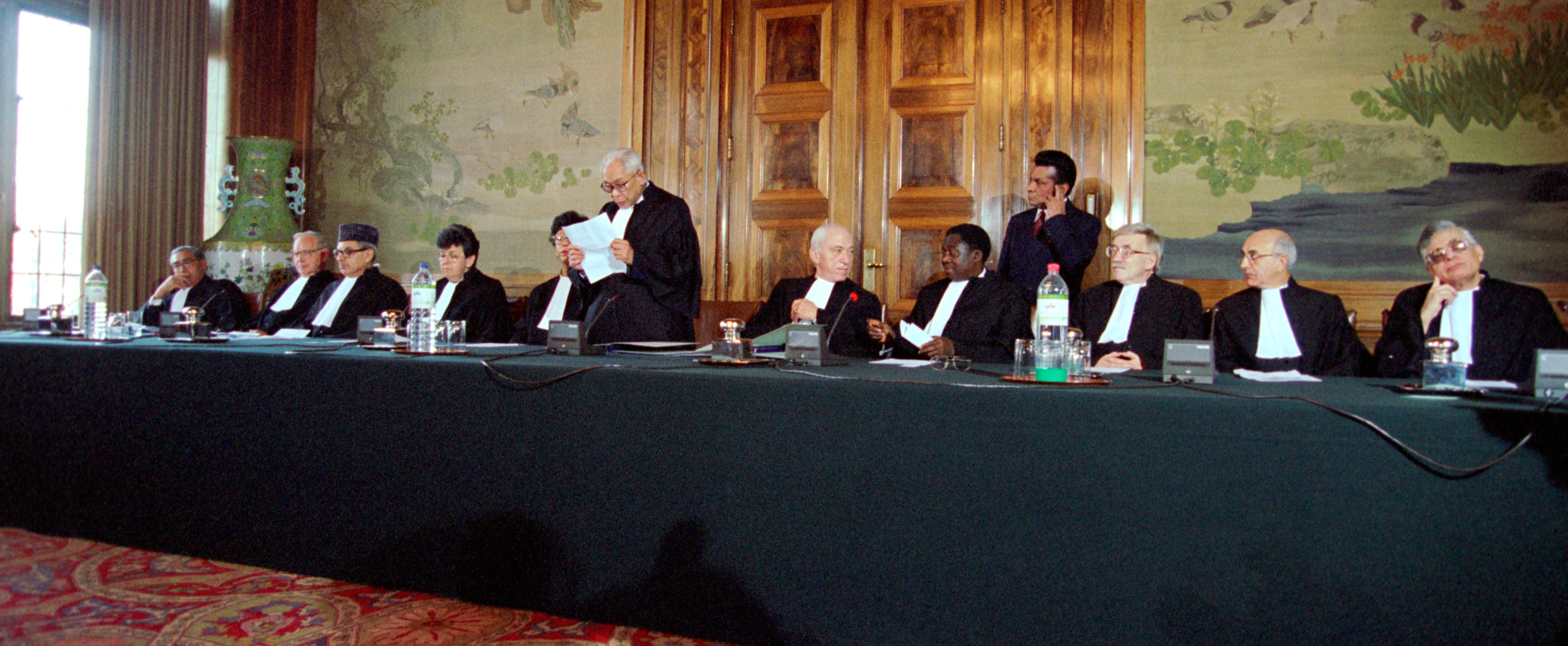
Session inaugurale du TPIY le 17 novembre 1993

La première mise en accusation par le tribunal a eu lieu le 4 novembre 1994 : elle concernait Dragan Nikolić, à l'époque des faits commandant d'un camp de détention situé dans la municipalité de Vlasenica,.
Le premier procès international, depuis Nuremberg et Tokyo s'est ouvert début mai 1996. Il s'agissait de l'affaire contre Duško Tadić, ancien président du Conseil local du Parti démocratique serbe à Kozarac,,. Cette affaire a été symbolique à plus d'un titre puisqu'elle a traité de violences sexuelles, de surcroît crimes perpétrés sur des hommes.
Le 22 février 2001, Dragoljub Kunarac, Radomir Kovač et Zoran Vuković - tous trois officiers l'armée des serbes de Bosnie - sont condamnés pour avoir mené une « campagne de sévices sexuels » mise en œuvre dans la stratégie « d'expulsion par la violence » des musulmans de Foča,. En particulier, le TPIY qualifie, pour la première fois, des faits de viols et de réduction en esclavage, commis en temps de guerre sur des civils (femmes), de crimes contre l'humanité,.
La première condamnation pour génocide est intervenue le 2 août 2001 dans l'affaire Radislav Krstić (chef d’état-major du corps de la Drina, composante de l’Armée de la république serbe de Bosnie),. Libération évoque un « procès exemplaire ». Le journal rapporte également les propos du chef d'état-major, tenus dans un enregistrement sonore daté du 2 août 1995 à l'encontre des musulmans de Bosnie, et présenté par l'Accusation : « Tuez-les tous, aucun ne doit rester vivant ». Ce jugement marque la reconnaissance officielle, d'un point de vue juridique a minima, qu'un génocide a été commis à Srebrenica à la fin du XXe siècle. En avril 2004, la Chambre d'appel a confirmé, dans les grandes lignes, la culpabilité de Radislav Krstić (pas de participation directe mais aide et encouragement (en) à commettre le génocide). L'arrêt contient la phrase suivante :   

« Ceux qui conçoivent et commettent le génocide cherchent à priver l’humanité des innombrables richesses qu’offrent ses nationalités, races, ethnies et religions. Il s’agit d’un crime contre le genre humain dans son intégralité, qui touche non seulement le groupe dont on cherche la destruction, mais aussi l’humanité tout entière. »

Le 11 mars 2006, Slobodan Milošević, président de la Serbie entre 1989 et 1997 puis président de la république fédérale de Yougoslavie jusqu'en 2000, est décédé dans sa cellule à Scheveningen alors que la 5e année de son procès était en cours. Il était alors poursuivi pour une soixantaine de chefs d'accusation couvrant la guerre de Croatie, celle de Bosnie et celle du Kosovo,. Une polémique s'est ensuivie concernant les causes du décès. Une autopsie a finalement permis d'attester qu'il était décédé d'un infarctus du myocarde. Le suicide de Milan Babić (Premier ministre puis président de la république serbe de Krajina) la semaine précédente a alimenté les théories du complot côté croate.
En 2009, la journaliste Florence Hartmann, ancienne porte-parole de Carla Del Ponte, est reconnue coupable d'outrage au tribunal pour avoir délibérément et sciemment divulgué, dans deux de ses publications, des informations confidentielles en violation d'une ordonnance. Condamnée à 7 000 euros d'amende, la peine est commuée en 2011 à sept jours de prison mais la France refuse de la remettre puis d'exécuter le mandat d'arrêt lancé à son encontre.
Le 16 novembre 2012, les généraux Ante Gotovina (à l'époque des faits commandant du district militaire de Split de l’Armée de terre croate) et Mladen Markač (ancien commandant des forces spéciales de police du Ministère de l’intérieur croate) sont acquittés en appel de l'ensemble des charges de crime de guerre. A cette annonce, la foule se masse à Zagreb pour exulter. Treize jours plus tard, Ramush Haradinaj (à l'époque des faits commandant de l’Armée de libération du Kosovo, devenu plus tard premier ministre de cet Etat) et ses co-accusés sont déclarés non coupables de crimes contre l'humanité et crimes de guerre. Si l'un des conseillers du procureur indique que « la chambre a prononcé l'acquittement, mais reconnu que des crimes ont été commis », ces acquittements successifs renforcent « la « bunkerisation » des mémoires (...) et confortent les positions nationalistes des pays concernés ».
Début 2013, après trois nouveaux acquittements à quelques mois d'écart concernant des personnages clés des guerres des Balkans (Momčilo Perišić, ancien chef d’état-major de l’Armée de Yougoslavie ; Jovica Stanišic - directeur du service de sûreté du Ministère de l'intérieur serbe - et son adjoint Franko Simatović), les questions sur la stratégie du TPIY surgissent de nouveau. Le Temps soutient ainsi que ces décisions marquent l'abandon du principe de la « responsabilité de commandement » qui avait été initialement appliqué pour ne pas poursuivre uniquement les « petits poissons ».
Le 24 mars 2016, Radovan Karadžić, membre fondateur du SDS, président de la Republika Srpska et commandant suprême des forces armées de cette entité jusqu'en 1996, est reconnu coupable de dix charges sur onze des chefs de génocide - en particulier à Srebrenica - crimes contre l’humanité et violations des lois ou coutumes de la guerre. Il devient alors le plus haut responsable à être jugé et condamné par le TPIY après la mort du président Milošević. Selon une avocate « cette condamnation sera peut-être un obstacle au révisionnisme pour ce qui s'est réellement passé » en Bosnie. Bien que symbolique de par les responsabilités exercées par le condamné, il n'est pas certain que ce jugement aide à la réconciliation notamment dans les endroits où Karadžić est toujours considéré comme un héros.

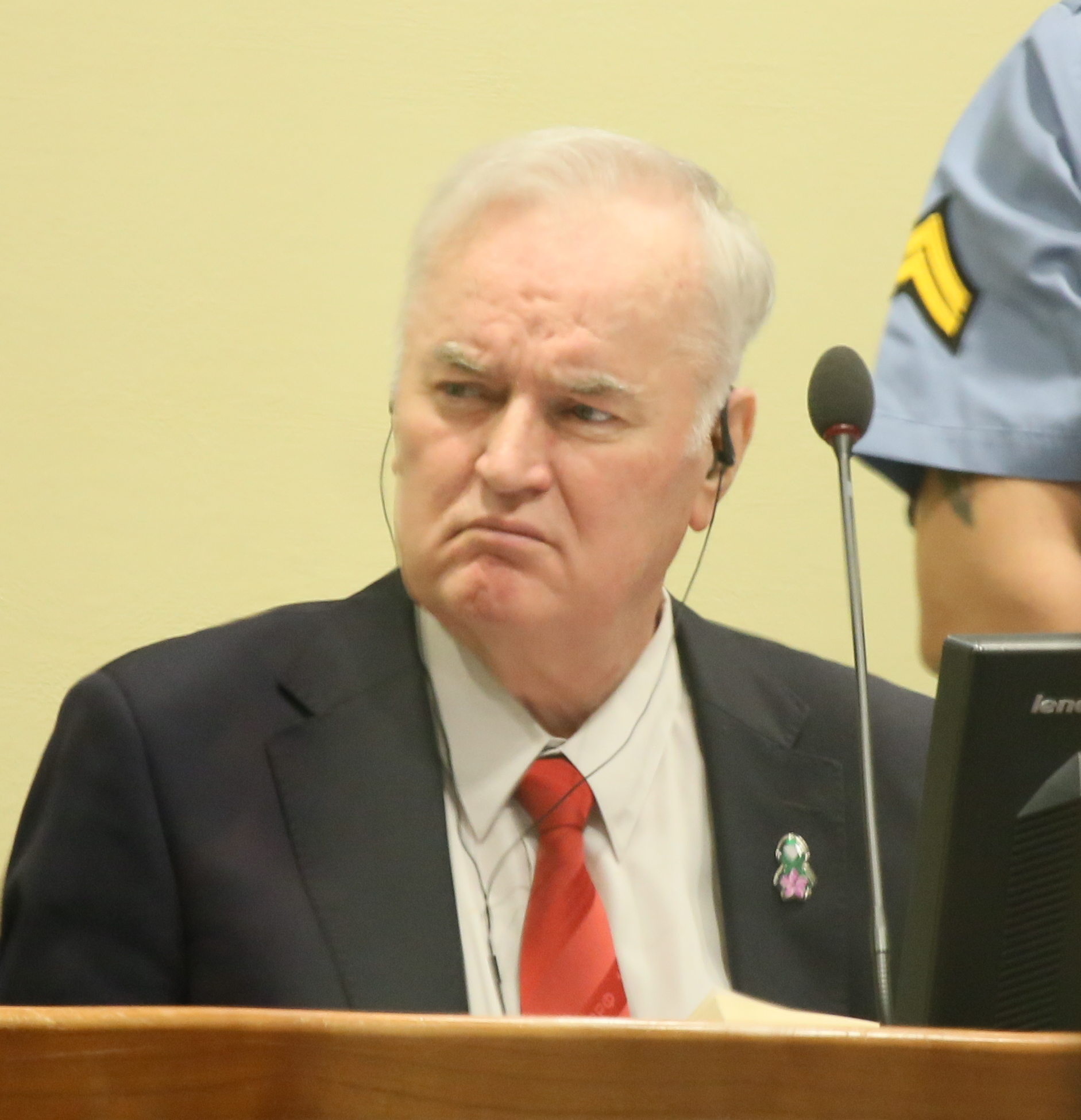
Ratko Mladić le 22 novembre 2017, jour de l'énoncé du verdict par le TPIY

Moins d'un mois avant sa fermeture, le 22 novembre 2017, le TPIY condamne en première instance Ratko Mladić - commandant de l’état-major principal de l’armée de la Republika Srpska - à une peine d'emprisonnement à vie pour génocide, crimes contre l'humanité et violations des lois ou coutumes de la guerre,. A l'énoncé du verdict, il s'emporte violemment en criant qu'il s'agit de « purs mensonges ». Certains habitants de Belgrade ne démordent pas non plus de thèses conspirationnistes. Le fils de l'accusé dénonce, de son côté, « une peine injuste » tandis que les veuves et mères de Srebrenica sont globalement satisfaites. La presse évoque ainsi un jugement « historique »,.
Les derniers jours de la juridiction sont émaillés d'un ultime incident : le suicide, en direct, de Slobodan Praljak, à l'annonce de la confirmation de sa condamnation,.

### Spécificités
Rares sont les individus, poursuivis par le TPIY, qui ont franchi les frontières ethniques ou religieuses lors du conflit (voir en ce sens : Dražen Erdemović, croate de Bosnie, combattant de l'Armée de la république serbe de Bosnie)[réf. souhaitée]. Par ailleurs, seule une femme a été condamnée par le TPIY : Biljana Plavšić, ex-présidente de la république serbe de Bosnie,.
Contrairement au Tribunal pénal international pour le Rwanda créé en novembre 1994 après la fin du génocide des tutsis, le contexte de la naissance du TPIY est particulier en ce qu'il a été créé le 25 mai 1993 alors que le conflit était toujours en cours. Plus précisément, la juridiction est instituée près d'un an après le début du siège de Sarajevo et environ un an et demi avant la chute de Srebrenica, c'est-à-dire « en pleine période de purification ethnique ».

## Liste détaillée
Le détail comprend l'allégeance, la condamnation (avec les crimes correspondants) ou l'acquittement devenus définitifs ainsi que les éventuelles suites. En outre, le Mécanisme pour les tribunaux pénaux internationaux (MTPI) exerçant les fonctions résiduelles des deux TPI, les affaires en cours devant lui sont également mentionnées.
| Nom prénom                | Allégeance                                  | Statut                                                     | Nom de l'affaire                             | Reconnu coupable de : | Reconnu coupable de :    | Reconnu coupable de :                        | Reconnu coupable de :                                | Jugement définitif                                                                            | Jugement définitif | Suites | Référence et lien            |  |
| Nom prénom                | Allégeance                                  | Statut                                                     | Nom de l'affaire                             | Génocide              | Crimes contre l'humanité | Violations des lois ou coutumes de la guerre | Infractions graves aux Conventions de Genève de 1949 | Peine prononcée                                                                               | Date | Suites | Référence et lien            |  |
| ------------------------- | ------------------------------------------- | ---------------------------------------------------------- | -------------------------------------------- | --------------------- | ------------------------ | -------------------------------------------- | ---------------------------------------------------- | --------------------------------------------------------------------------------------------- | --- | --- | ---------------------------- |  |
| Aleksovski Zlatko (en)    | République croate d'Herceg-Bosna            | Condamné par le TPIY                                       | Vallée de la Lašva                           |                       |                          | oui                                          |                                                      | 7 ans                                                                                         | 24 mars 2000 | Transféré en Finlande pour purger sa peine. Libération anticipée accordée le 14 novembre 2001. | IT-95-14/1                   |  |
| Babić Milan               | République serbe de Krajina                 | Condamné par le TPIY                                       | RSK                                          |                       | oui                      |                                              |                                                      | 13 ans (plaidoyer de culpabilité)                                                             | 18 juillet 2005 | Suicide en prison le 5 mars 2006. | IT-03-72                     |  |
| Banović Predrag (en)      | Republika Srpska                            | Condamné par le TPIY                                       | Camps d'Omarska et de Keraterm               |                       | oui                      |                                              |                                                      | 8 ans (plaidoyer de culpabilité)                                                              | 28 octobre 2003 | Transféré en France pour purger sa peine. Libération anticipée accordée le 3 septembre 2008. | IT-02-65/1                   |  |
| Blagojević Vidoje (en)    | Republika Srpska                            | Condamné par le TPIY                                       |                                              |                       | oui                      | oui                                          |                                                      | 15 ans                                                                                        | 9 mai 2007 | Transféré en Norvège pour purger sa peine. Libération anticipée accordée le 3 février 2012. | IT-02-60                     |  |
| Jokić Dragan (de)         | Republika Srpska                            | Condamné par le TPIY                                       |                                              | oui                   | oui                      |                                              | 9 ans                                                | Transféré en Autriche pour purger sa peine. Libération anticipée accordée le 13 janvier 2010. | 9 mai 2007 | | IT-02-60                     |  |
| Blaškić Tihomir           | République croate d'Herceg-Bosna            | Condamné par le TPIY                                       | Vallée de la Lašva                           |                       |                          | oui                                          | oui                                                  | 9 ans                                                                                         | 29 juillet 2004 | Libération anticipée accordée le 2 août 2004. | IT-95-14                     |  |
| Bobetko Janko (en)        | République de Croatie                       | Décédé (avant le procès)                                   | Poche de Medak                               |                       |                          |                                              |                                                      | Procès non commencé                                                                           | Non pertinent | Décédé le 29 avril 2003 avant son transfert. | IT-02-62                     |  |
| Boškoski Ljube (en)       | République de Macédoine                     | Acquitté par le TPIY                                       |                                              |                       |                          |                                              |                                                      | Déclaré non coupable                                                                          | 19 mai 2010 | / | IT-04-82 ; MICT 14-84        |  |
| Tarčulovski Johan (en)    | République de Macédoine                     | Condamné par le TPIY                                       |                                              |                       | oui                      |                                              | 12 ans                                               | Transféré en Allemagne pour purger sa peine. Libération anticipée accordée le 8 avril 2013.   | 19 mai 2010 | | IT-04-82 ; MICT 14-84        |  |
| Bralo Miroslav            | République croate d'Herceg-Bosna            | Condamné par le TPIY                                       | Vallée de la Lašva                           |                       | oui                      | oui                                          | oui                                                  | 20 ans                                                                                        | 2 avril 2007 | Transféré en Suède pour purger sa peine. | IT-95-17                     |  |
| Brđanin Radoslav (en)     | Republika Srpska                            | Condamné par le TPIY                                       | Krajina                                      |                       | oui                      | oui                                          | oui                                                  | 30 ans                                                                                        | 3 avril 2007 | Transféré au Danemark pour purger sa peine. | IT-99-36 ; MICT-13-48        |  |
| Češić Ranko               | Republika Srpska                            | Condamné par le TPIY                                       | Brčko                                        |                       | oui                      | oui                                          |                                                      | 18 ans (plaidoyer de culpabilité)                                                             | 11 mars 2004 | Transféré au Danemark pour purger sa peine. Libération anticipée accordée le 30 avril 2014. | IT-95-10/1 ; MICT-14-66      |  |
| Delić Rasim (en)          | République de Bosnie-Herzégovine            | Condamné par le TPIY                                       |                                              |                       |                          | oui                                          |                                                      | 3 ans                                                                                         | 15 septembre 2008 | Décédé le 16 avril 2010 (en liberté provisoire) dans l'attente du prononcé de l'arrêt d'appel. Le 29 juin 2010, la Chambre d'appel a déclaré que le jugement rendu en 1ère instance était définitif. | IT-04-83 ; MICT-14-74        |  |
| Deronjić Miroslav (en)    | Republika Srpska                            | Condamné par le TPIY                                       | Glogova                                      |                       | oui                      |                                              |                                                      | 10 ans                                                                                        | 20 juillet 2005 | Transféré en Suède pour purger sa peine. Décédé le 19 mai 2007. | IT-02-61                     |  |
| Dokmanović Slavko (en)    | République serbe de Krajina                 | Décédé (pendant le procès)                                 | Hôpital de Vukovar                           |                       |                          |                                              |                                                      | Procès non mené à son terme                                                                   | Non pertinent | Décédé le 29 juin 1998. | IT-95-13a ; MICT-16-104      |  |
| Đorđević Vlastimir        | Serbie-et-Monténégro (république de Serbie) | Condamné par le TPIY                                       | Kosovo                                       |                       | oui                      | oui                                          |                                                      | 18 ans                                                                                        | 27 janvier 2014 | Transféré en Allemagne pour purger sa peine. | IT-05-87/1 ; MICT-14-76      |  |
| Đukić Đorđe               | Republika Srpska                            | Décédé (pendant le procès)                                 |                                              |                       |                          |                                              |                                                      | Procès non commencé                                                                           | Non pertinent | Décédé le 18 mai 1996. | IT-96-20                     |  |
| Erdemović Dražen          | Republika Srpska                            | Condamné par le TPIY                                       | Ferme de Pilica                              |                       |                          | oui                                          |                                                      | 5 ans (plaidoyer de culpabilité)                                                              | 5 mars 1998 | Transféré en Norvège pour purger sa peine. Libération anticipée accordée le 13 août 1999. | IT-96-22                     |  |
| Furundžija Anto           | République croate d'Herceg-Bosna            | Condamné par le TPIY                                       | Vallée de la Lašva                           |                       |                          | oui                                          |                                                      | 10 ans                                                                                        | 21 juillet 2000 | Transféré en Finlande pour purger sa peine. Libération anticipée accordée le 29 juillet 2004. | IT-95-17/1                   |  |
| Galić Stanislav           | Republika Srpska                            | Condamné par le TPIY                                       |                                              |                       | oui                      | oui                                          |                                                      | Réclusion à perpétuité                                                                        | 30 novembre 2006 | Transféré en Allemagne pour purger sa peine. | IT-98-29 ; MICT-14-83        |  |
| Čermak Ivan (en)          | République de Croatie                       | Acquitté par le TPIY                                       | Opération Tempête                            |                       |                          |                                              |                                                      | Déclaré non coupable                                                                          | 15 avril 2011 | / | IT-06-90                     |  |
| Gotovina Ante             | République de Croatie                       | Acquitté par le TPIY                                       | Opération Tempête                            |                       |                          |                                              |                                                      | Déclaré non coupable                                                                          | 16 novembre 2012 | / | IT-06-90                     |  |
| Markač Mladen (en)        | République de Croatie                       | Acquitté par le TPIY                                       | Opération Tempête                            |                       |                          |                                              |                                                      | Déclaré non coupable                                                                          | 16 novembre 2012 | / | IT-06-90                     |  |
| Hadžić Goran              | République serbe de Krajina                 | Décédé (pendant le procès)                                 |                                              |                       |                          |                                              |                                                      | Procès non mené à son terme                                                                   | Non pertinent | Décédé le 12 juillet 2016. | IT-04-75 ; MICT-16-101       |  |
| Hadžihasanović Enver (en) | République de Bosnie-Herzégovine            | Condamné par le TPIY                                       | Bosnie centrale                              |                       |                          | oui                                          |                                                      | 3 ans ½                                                                                       | 22 avril 2008 | Libéré le 23 avril 2008 après avoir purgé sa peine. | IT-01-47 ; MICT-13-50        |  |
| Kubura Amir (en)          | République de Bosnie-Herzégovine            | Condamné par le TPIY                                       | Bosnie centrale                              |                       |                          | oui                                          |                                                      | 2 ans                                                                                         | 22 avril 2008 | Libération anticipée accordée le 11 avril 2006. | IT-01-47 ; MICT-13-50        |  |
| Alagić Mehmed (en)        | République de Bosnie-Herzégovine            | Décédé (pendant le procès)                                 | Bosnie centrale                              |                       |                          |                                              |                                                      | Procès non mené à son terme                                                                   | Non pertinent | Décédé le 7 mars 2003. | IT-01-47 ; MICT-13-50        |  |
| Halilović Sefer           | République de Bosnie-Herzégovine            | Acquitté par le TPIY                                       | Grabovica-Uzdol                              |                       |                          |                                              |                                                      | Déclaré non coupable                                                                          | 16 octobre 2007 | / | IT-01-48 ; MICT-14-72        |  |
| Haradinaj Ramush          | Armée de libération du Kosovo               | Acquitté par le TPIY                                       |                                              |                       |                          |                                              |                                                      | Déclaré non coupable                                                                          | 29 novembre 2012 | / | IT-04-84                     |  |
| Balaj Idriz               | Armée de libération du Kosovo               | Acquitté par le TPIY                                       |                                              |                       |                          |                                              | Déclaré non coupable                                 | /                                                                                             | 29 novembre 2012 | | IT-04-84                     |  |
| Brahimaj Lahi (en)        | Armée de libération du Kosovo               | Acquitté par le TPIY                                       |                                              |                       |                          |                                              | Déclaré non coupable                                 | /                                                                                             | 29 novembre 2012 | / | IT-04-84                     |  |
| Jelisić Goran (en)        | Republika Srpska                            | Condamné par le TPIY                                       | Brčko                                        |                       | oui                      | oui                                          |                                                      | 40 ans (plaidoyer de culpabilité)                                                             | 5 juillet 2001 | Transféré en Italie pour purger sa peine. | IT-95-10 ; MICT-14-63        |  |
| Jokić Miodrag (en)        | Serbie-et-Monténégro (république de Serbie) | Condamné par le TPIY                                       | Dubrovnik                                    |                       |                          | oui                                          |                                                      | 7 ans (plaidoyer de culpabilité)                                                              | 30 août 2005 | Transféré en Danemark pour purger sa peine. Libération anticipée accorde le 1er septembre 2008. | IT-01-42/1                   |  |
| Kordić Dario (en)         | République croate d'Herceg-Bosna            | Condamné par le TPIY                                       | Vallée de la Lašva                           |                       | oui                      | oui                                          | oui                                                  | 25 ans                                                                                        | 17 décembre 2004 | Transféré en Autriche pour purger sa peine. Libération anticipée accordée le 6 juin 2014. | IT-95-14/2 ; MICT-14-68      |  |
| Čerkez Mario (bs)         | République croate d'Herceg-Bosna            | Condamné par le TPIY                                       | Vallée de la Lašva                           |                       | oui                      |                                              |                                                      | 6 ans                                                                                         | 17 décembre 2004 | Libéré le 2 décembre 2004 après avoir purgé sa peine. | IT-95-14/2 ; MICT-14-68      |  |
| Šantić Ivan               | République croate d'Herceg-Bosna            | Acte d'accusation retiré                                   | Vallée de la Lašva                           |                       |                          |                                              |                                                      | Pas de procès                                                                                 | Non pertinent | / | IT-95-14/2 ; MICT-14-68      |  |
| Skopljak Pero             | République croate d'Herceg-Bosna            | Acte d'accusation retiré                                   | Vallée de la Lašva                           |                       |                          |                                              |                                                      | Pas de procès                                                                                 | Non pertinent | / | IT-95-14/2 ; MICT-14-68      |  |
| Kovačević Milan (en)      | Republika Srpska                            | Décédé (pendant le procès)                                 | Prijedor                                     |                       |                          |                                              |                                                      | Procès non mené à son terme                                                                   | Non pertinent | Décédé le 1er août 1998. | IT-97-24                     |  |
| Drljača Simo (en)         | Republika Srpska                            | Décédé (avant le procès)                                   | Prijedor                                     |                       |                          |                                              |                                                      | Procès non commencé                                                                           | Non pertinent | Décédé en juillet 1997 lors de son arrestation par la SFOR. | IT-97-24                     |  |
| Krajišnik Momčilo         | Republika Srpska                            | Condamné par le TPIY                                       | Bosnie-Herzégovine                           |                       | oui                      |                                              |                                                      | 20 ans                                                                                        | 17 mars 2009 | Transféré en Royaume-Uni pour purger sa peine. Libération anticipée accorde le 2 juillet 2013. | IT-00-39 ; MICT-13-49        |  |
| Krnojelac Milorad         | Republika Srpska                            | Condamné par le TPIY                                       | Foča                                         |                       | oui                      | oui                                          |                                                      | 15 ans                                                                                        | 17 septembre 2003 | Transféré en Italie pour purger sa peine. Libération anticipée accorde le 9 juillet 2009. | IT-97-25                     |  |
| Krstić Radislav           | Republika Srpska                            | Condamné par le TPIY                                       | Srebrenica-Corps de la Drina                 | oui                   | oui                      | oui                                          |                                                      | 35 ans                                                                                        | 19 avril 2004 | Transféré en Royaume-Uni puis en Pologne pour purger sa peine. | IT-98-33 ; MICT-13-46        |  |
| Kunarac Dragoljub         | Republika Srpska                            | Condamné par le TPIY                                       | Foča                                         |                       | oui                      | oui                                          |                                                      | 28 ans                                                                                        | 12 juin 2002 | Transféré en Allemagne pour purger sa peine. | IT-96-23 & 23/1 ; MICT-15-88 |  |
| Kovač Radomir (bs)        | Republika Srpska                            | Condamné par le TPIY                                       | Foča                                         |                       | oui                      | oui                                          |                                                      | 20 ans                                                                                        | 12 juin 2002 | Transféré en Norvège pour purger sa peine. Liberté anticipée accordée le 27 mars 2013. | IT-96-23 & 23/1 ; MICT-15-88 |  |
| Vuković Zoran (en)        | Republika Srpska                            | Condamné par le TPIY                                       | Foča                                         |                       | oui                      | oui                                          |                                                      | 12 ans                                                                                        | 12 juin 2002 | Transféré en Norvège pour purger sa peine. Liberté anticipée accordée le 11 mars 2008. | IT-96-23 & 23/1 ; MICT-15-88 |  |
| Josipović Drago           | République croate d'Herceg-Bosna            | Condamné par le TPIY                                       | Vallée de la Lašva                           |                       | oui                      |                                              |                                                      | 12 ans                                                                                        | 23 octobre 2001 | Transféré en Espagne pour purger sa peine. Liberté anticipée accordée le 30 janvier 2006. | IT-95-16                     |  |
| Šantić Vladimir           | République croate d'Herceg-Bosna            | Condamné par le TPIY                                       | Vallée de la Lašva                           |                       | oui                      |                                              |                                                      | 18 ans                                                                                        | 23 octobre 2001 | Transféré en Espagne pour purger sa peine. Liberté anticipée accordée le 9 février 2009. | IT-95-16                     |  |
| Kupreškić Zoran (hr)      | République croate d'Herceg-Bosna            | Acquitté par le TPIY                                       | Vallée de la Lašva                           |                       |                          |                                              |                                                      | Déclaré non coupable                                                                          | 23 octobre 2001 | / | IT-95-16                     |  |
| Kupreškić Mirjan          | République croate d'Herceg-Bosna            | Acquitté par le TPIY                                       | Vallée de la Lašva                           |                       |                          |                                              |                                                      | Déclaré non coupable                                                                          | 23 octobre 2001 | / | IT-95-16                     |  |
| Kupreškić Vlatko          | République croate d'Herceg-Bosna            | Acquitté par le TPIY                                       | Vallée de la Lašva                           |                       |                          |                                              |                                                      | Déclaré non coupable                                                                          | 23 octobre 2001 | / | IT-95-16                     |  |
| Papić Dragan              | République croate d'Herceg-Bosna            | Acquitté par le TPIY                                       | Vallée de la Lašva                           |                       |                          |                                              |                                                      | Déclaré non coupable                                                                          | 14 janvier 2000 | / | IT-95-16                     |  |
| Alilović Stipo            | République croate d'Herceg-Bosna            | Décédé (avant le procès)                                   | Vallée de la Lašva                           |                       |                          |                                              |                                                      | Procès non commencé                                                                           | Non pertinent | Décédé le 25 octobre 1995. | IT-95-16                     |  |
| Katava Marinko            | République croate d'Herceg-Bosna            | Acte d'accusation retiré                                   | Vallée de la Lašva                           |                       |                          |                                              |                                                      | Pas de procès                                                                                 | Non pertinent | / | IT-95-16                     |  |
| Kvočka Miroslav           | Republika Srpska                            | Condamné par le TPIY                                       | Camps d'Omarska, de Keraterm et de Trnopolje |                       | oui                      | oui                                          |                                                      | 7 ans                                                                                         | 28 février 2005 | Liberté anticipée accordée le 30 mars 2005. | IT-98-30/1 ; MICT-14-81      |  |
| Prcać Dragoljub           | Republika Srpska                            | Condamné par le TPIY                                       | Camps d'Omarska, de Keraterm et de Trnopolje |                       | oui                      | oui                                          |                                                      | 5 ans                                                                                         | 28 février 2005 | Libération anticipée accordée le 3 mars 2005. | IT-98-30/1 ; MICT-14-81      |  |
| Radić Mlađo               | Republika Srpska                            | Condamné par le TPIY                                       | Camps d'Omarska, de Keraterm et de Trnopolje |                       | oui                      | oui                                          |                                                      | 20 ans                                                                                        | 28 février 2005 | Transféré en France pour purger sa peine. Libération anticipée accordée le 13 février 2012. | IT-98-30/1 ; MICT-14-81      |  |
| Žigić Zoran (en)          | Republika Srpska                            | Condamné par le TPIY                                       | Camps d'Omarska, de Keraterm et de Trnopolje |                       | oui                      | oui                                          |                                                      | 25 ans                                                                                        | 28 février 2005 | Transféré en Autriche pour purger sa peine. Libération anticipée accordée le 10 novembre 2014. | IT-98-30/1 ; MICT-14-81      |  |
| Kos Milojica              | Republika Srpska                            | Condamné par le TPIY                                       | Camps d'Omarska, de Keraterm et de Trnopolje |                       | oui                      | oui                                          |                                                      | 6 ans                                                                                         | 2 novembre 2001 | Libération anticipée accordée le 30 juillet 2002. | IT-98-30/1 ; MICT-14-81      |  |
| Limaj Fatmir (en)         | Armée de libération du Kosovo               | Acquitté par le TPIY                                       |                                              |                       |                          |                                              |                                                      | Déclaré non coupable                                                                          | 27 septembre 2007 | / | IT-03-66                     |  |
| Musliu Isak (en)          | Armée de libération du Kosovo               | Acquitté par le TPIY                                       |                                              |                       |                          |                                              | Déclaré non coupable                                 | /                                                                                             | 27 septembre 2007 | | IT-03-66                     |  |
| Bala Haradin (en)         | Armée de libération du Kosovo               | Condamné par le TPIY                                       |                                              |                       | oui                      |                                              | 13 ans                                               | Transféré en France pour purger sa peine. Libération anticipée accordée le 28 juin 2012.      | 27 septembre 2007 | | IT-03-66                     |  |
| Murtezi Agim              | Armée de libération du Kosovo               | Acte d'accusation retiré                                   |                                              |                       |                          |                                              | Pas de procès                                        | Non pertinent                                                                                 | / | | IT-03-66                     |  |
| Lukić Milan (en)          | Republika Srpska                            | Condamné par le TPIY                                       | Višegrad                                     |                       | oui                      | oui                                          |                                                      | Réclusion à perpétuité                                                                        | 4 décembre 2012 | Transféré en Estonie pour purger sa peine. | IT-98-32/1 ; MICT-13-52      |  |
| Lukić Sredoje (en)        | Republika Srpska                            | Condamné par le TPIY                                       | Višegrad                                     |                       | oui                      | oui                                          |                                                      | 27 ans                                                                                        | 4 décembre 2012 | Transféré en Norvège pour purger sa peine. | IT-98-32/1 ; MICT-13-52      |  |
| Marinić Zoran             | République croate d'Herceg-Bosna            | Acte d'accusation retiré                                   | Vallée de la Lašva                           |                       |                          |                                              |                                                      | Pas de procès                                                                                 | Non pertinent | / | IT-95-15                     |  |
| Martić Milan              | République serbe de Krajina                 | Condamné par le TPIY                                       | RSK                                          |                       | oui                      | oui                                          |                                                      | 35 ans                                                                                        | 8 octobre 2008 | Transféré en Estonie pour purger sa peine. | IT-95-11 ; MICT-14-82        |  |
| Milošević Dragomir (en)   | Republika Srpska                            | Condamné par le TPIY                                       | Sarajevo                                     |                       | oui                      | oui                                          |                                                      | 29 ans                                                                                        | 12 novembre 2009 | Transféré en Estonie pour purger sa peine. | IT-98-29/1                   |  |
| Milošević Slobodan        | Serbie-et-Monténégro (république de Serbie) | Décédé (pendant le procès)                                 | Kosovo, Croatie et Bosnie                    |                       |                          |                                              |                                                      | Procès non mené à son terme                                                                   | Non pertinent | Décédé le 11 mars 2006. | IT-02-54 ; MICT-13-58        |  |
| Mrđa Darko                | Republika Srpska                            | Condamné par le TPIY                                       | Mont Vlašić                                  |                       | oui                      | oui                                          |                                                      | 17 ans (plaidoyer de culpabilité)                                                             | 31 mars 2004 | Transféré en Espagne pour purger sa peine. Libération anticipée accordée le 10 octobre 2013. | IT-02-59                     |  |
| Mrkšić Mile               | République serbe de Krajina                 | Condamné par le TPIY                                       | Hôpital de Vukovar                           |                       |                          | oui                                          |                                                      | 20 ans                                                                                        | 5 mai 2009 | Transféré au Portugal pour purger sa peine. Décédé le 16 août 2015. | IT-95-13/1                   |  |
| Šljivančanin Veselin (en) | Serbie-et-Monténégro (république de Serbie) | Condamné par le TPIY                                       | Hôpital de Vukovar                           |                       |                          | oui                                          |                                                      | 10 ans                                                                                        | 8 décembre 2010 | Libération anticipée accordée le 5 juillet 2011 | IT-95-13/1                   |  |
| Radić Miroslav (en)       | Serbie-et-Monténégro (république de Serbie) | Acquitté par le TPIY                                       | Hôpital de Vukovar                           |                       |                          |                                              |                                                      | Déclaré non coupable                                                                          | 27 septembre 2007 | / | IT-95-13/1                   |  |
| Mucić Zdravko             | République croate d'Herceg-Bosna            | Condamné par le TPIY                                       | Camp de Čelebići                             |                       |                          |                                              | oui                                                  | 9 ans                                                                                         | 8 avril 2003 | Libération anticipée accordée le 18 juillet 2003. | IT-96-21                     |  |
| Delić Hazim (en)          | République de Bosnie-Herzégovine            | Condamné par le TPIY                                       | Camp de Čelebići                             |                       |                          |                                              | oui                                                  | 18 ans                                                                                        | 8 avril 2003 | Libération anticipée accordée le 24 juin 2008. | IT-96-21                     |  |
| Landžo Esad (en)          | République de Bosnie-Herzégovine            | Condamné par le TPIY                                       | Camp de Čelebići                             |                       |                          |                                              | oui                                                  | 15 ans                                                                                        | 8 avril 2003 | Libération anticipée accordée le 13 avril 2006. | IT-96-21                     |  |
| Delalić Zejnil            | République de Bosnie-Herzégovine            | Acquitté par le TPIY                                       | Camp de Čelebići                             |                       |                          |                                              |                                                      | Déclaré non coupable                                                                          | 20 février 2001 | / | IT-96-21                     |  |
| Naletilić Mladen          | République croate d'Herceg-Bosna            | Condamné par le TPIY                                       | Tuta et Štela                                |                       | oui                      | oui                                          | oui                                                  | 20 ans                                                                                        | 3 mai 2006 | Transféré en Italie pour purger sa peine. Libération anticipée accorde le 29 novembre 2012. | IT-98-34 ; MICT-15-86        |  |
| Martinović Vinko          | République croate d'Herceg-Bosna            | Condamné par le TPIY                                       | Tuta et Štela                                |                       | oui                      | oui                                          | oui                                                  | 18 ans                                                                                        | 3 mai 2006 | Transféré en Italie pour purger sa peine. Libération anticipée accorde le 16 décembre 2011. | IT-98-34 ; MICT-15-86        |  |
| Nikolić Dragan            | Republika Srpska                            | Condamné par le TPIY                                       | Camp de Sušica                               |                       | oui                      |                                              |                                                      | 20 ans (plaidoyer de culpabilité)                                                             | 4 février 2005 | Transféré en Italie pour purger sa peine. Libération anticipée accorde le 20 aout 2013. | IT-94-2                      |  |
| Nikolić Momir (en)        | Republika Srpska                            | Condamné par le TPIY                                       | Srebrenica                                   |                       | oui                      |                                              |                                                      | 20 ans                                                                                        | 8 mars 2006 | Transféré en Finlande pour purger sa peine. Libération anticipée accorde le 14 mars 2014. | IT-02-60/1 ; MICT-14-65      |  |
| Obrenović Dragan (en)     | Republika Srpska                            | Condamné par le TPIY                                       | Srebrenica                                   |                       | oui                      |                                              |                                                      | 17 ans (plaidoyer de culpabilité)                                                             | 10 décembre 2003 | Transféré en Norvège pour purger sa peine. Libération anticipée accorde 21 septembre 2011. | IT-02-60/2                   |  |
| Orić Naser                | République de Bosnie-Herzégovine            | Acquitté par le TPIY                                       |                                              |                       |                          |                                              |                                                      | Déclaré non coupable                                                                          | 3 juillet 2008 | / | IT-03-68 ; MICT-14-79        |  |
| Perišić Momčilo           | Serbie-et-Monténégro (république de Serbie) | Acquitté par le TPIY                                       |                                              |                       |                          |                                              |                                                      | Déclaré non coupable                                                                          | 28 février 2013 | / | IT-04-81                     |  |
| Plavšić Biljana           | Republika Srpska                            | Condamné par le TPIY                                       | Bosnie-Herzégovine                           |                       | oui                      |                                              |                                                      | 11 ans (plaidoyer de culpabilité)                                                             | 27 février 2003 | Transférée en Suède pour purger sa peine. Libération anticipée accorde le 14 septembre 2009. | IT-00-39 & 40/1              |  |
| Popović Vujadin           | Republika Srpska                            | Condamné par le TPIY                                       | Srebrenica                                   | oui                   | oui                      | oui                                          |                                                      | Réclusion à perpétuité                                                                        | 30 janvier 2015 | Transféré en Allemagne pour purger sa peine. | IT-05-88 ; MICT-15-85        |  |
| Beara Ljubiša             | Republika Srpska                            | Condamné par le TPIY                                       | Srebrenica                                   | oui                   | oui                      | oui                                          |                                                      | Réclusion à perpétuité                                                                        | 30 janvier 2015 | Transféré en Allemagne pour purger sa peine. | IT-05-88 ; MICT-15-85        |  |
| Nikolić Drago             | Republika Srpska                            | Condamné par le TPIY                                       | Srebrenica                                   | oui                   | oui                      | oui                                          |                                                      | 35 ans                                                                                        | 30 janvier 2015 | Décédé le 11 octobre 2015 alors qu'il était en liberté provisoire. | IT-05-88 ; MICT-15-85        |  |
| Radivoje Miletić          | Republika Srpska                            | Condamné par le TPIY                                       | Srebrenica                                   |                       | oui                      | oui                                          |                                                      | 18 ans                                                                                        | 30 janvier 2015 | Transféré en Finlande pour purger sa peine. | IT-05-88 ; MICT-15-85        |  |
| Pandurević Vinko (en)     | Republika Srpska                            | Condamné par le TPIY                                       | Srebrenica                                   |                       | oui                      | oui                                          |                                                      | 13 ans                                                                                        | 30 janvier 2015 | Libération anticipée accorde le 9 avril 2015. | IT-05-88 ; MICT-15-85        |  |
| Borovčanin Ljubomir       | Republika Srpska                            | Condamné par le TPIY                                       | Srebrenica                                   |                       | oui                      | oui                                          |                                                      | 17 ans                                                                                        | 10 juin 2010 | Transféré au Danemark pour purger sa peine. Libération anticipée accordée le 14 juillet 2016. | IT-05-88 ; MICT-15-85        |  |
| Gvero Milan (en)          | Republika Srpska                            | Condamné par le TPIY                                       | Srebrenica                                   |                       | oui                      |                                              |                                                      | 5 ans                                                                                         | 10 juin 2010 | Libération anticipée accordée le 28 juin 2010. | IT-05-88 ; MICT-15-85        |  |
| Prlić Jadranko            | République croate d'Herceg-Bosna            | Condamné par le TPIY                                       |                                              |                       | oui                      | oui                                          | oui                                                  | 25 ans                                                                                        | 29 novembre 2017 | Transféré au Royaume-Uni pour purger sa peine. | IT-04-74 ; MICT-17-122       |  |
| Stojić Bruno (en)         | République croate d'Herceg-Bosna            | Condamné par le TPIY                                       |                                              | oui                   | oui                      | oui                                          | 20 ans                                               | Sentence en cours d'exécution - lieu inconnu                                                  | 29 novembre 2017 | | IT-04-74 ; MICT-17-122       |  |
| Praljak Slobodan          | République croate d'Herceg-Bosna            | Condamné par le TPIY                                       |                                              | oui                   | oui                      | oui                                          | 20 ans                                               | Suicide dans la salle d'audience à la suite de l'énoncé du verdict.                           | 29 novembre 2017 | | IT-04-74 ; MICT-17-122       |  |
| Petković Milivoj (en)     | République croate d'Herceg-Bosna            | Condamné par le TPIY                                       |                                              | oui                   | oui                      | oui                                          | 20 ans                                               | Sentence en cours d'exécution - lieu inconnu                                                  | 29 novembre 2017 | | IT-04-74 ; MICT-17-122       |  |
| Ćorić Valentin (en)       | République croate d'Herceg-Bosna            | Condamné par le TPIY                                       |                                              | oui                   | oui                      | oui                                          | 16 ans                                               | Sentence en cours d'exécution - lieu inconnu                                                  | 29 novembre 2017 | | IT-04-74 ; MICT-17-122       |  |
| Pušić Berislav (hr)       | République croate d'Herceg-Bosna            | Condamné par le TPIY                                       |                                              | oui                   | oui                      | oui                                          | 10 ans                                               | Sentence en cours d'exécution - lieu inconnu                                                  | 29 novembre 2017 | | IT-04-74 ; MICT-17-122       |  |
| Rajić Ivica               | République croate d'Herceg-Bosna            | Condamné par le TPIY                                       | Stupni Do                                    |                       |                          |                                              | oui                                                  | 12 ans (plaidoyer de culpabilité)                                                             | 8 mai 2006 | Transféré en Espagne pour purger sa peine. Libération anticipée accordée le 22 août 2011. | IT-95-12                     |  |
| Ražnatović Željko         | Serbie-et-Monténégro (république de Serbie) | Décédé (avant le procès)                                   |                                              |                       |                          |                                              |                                                      | Procès non commencé                                                                           | Non pertinent | Décédé en janvier 2000. | IT-97-27                     |  |
| Milutinović Milan         | Serbie-et-Monténégro (république de Serbie) | Acquitté par le TPIY                                       |                                              |                       |                          |                                              |                                                      | Déclaré non coupable                                                                          | 26 février 2009 | / | IT-05-87 ; MICT-14-67        |  |
| Ojdanić Dragoljub (en)    | Serbie-et-Monténégro (république de Serbie) | Condamné par le TPIY                                       |                                              | oui                   |                          |                                              | 15 ans                                               | Libération anticipée accordée le 13 juillet 2013.                                             | 26 février 2009 | | IT-05-87 ; MICT-14-67        |  |
| Šainović Nikola (en)      | Serbie-et-Monténégro (république de Serbie) | Condamné par le TPIY                                       |                                              | oui                   | oui                      |                                              | 18 ans                                               | 23 janvier 2014                                                                               | Transféré en Suède pour purger sa peine. Libération anticipée accordée le 10 juillet 2015.                                                                           | | IT-05-87 ; MICT-14-67        |  |
| Pavković Nebojša (en)     | Serbie-et-Monténégro (république de Serbie) | Condamné par le TPIY                                       |                                              | oui                   | oui                      |                                              | 22 ans                                               | 23 janvier 2014                                                                               | Transféré en Finlande pour purger sa peine. | | IT-05-87 ; MICT-14-67        |  |
| Lazarević Vladimir (en)   | Serbie-et-Monténégro (république de Serbie) | Condamné par le TPIY                                       |                                              | oui                   |                          |                                              | 14 ans                                               | 23 janvier 2014                                                                               | Libération anticipée accordée le 7 septembre 2015. | | IT-05-87 ; MICT-14-67        |  |
| Lukić Sreten (en)         | Serbie-et-Monténégro (république de Serbie) | Condamné par le TPIY                                       |                                              | oui                   | oui                      |                                              | 20 ans                                               | 23 janvier 2014                                                                               | Transféré en Pologne pour purger sa peine. | | IT-05-87 ; MICT-14-67        |  |
| Sikirica Duško (en)       | Republika Srpska                            | Condamné par le TPIY                                       | Camp de Keraterm                             |                       | oui                      |                                              |                                                      | 15 ans (plaidoyer de culpabilité)                                                             | 13 novembre 2001 | Transféré en Autriche pour purger sa peine.Libération anticipée accordée le 21 juin 2010. | IT-95-8                      |  |
| Došen Damir               | Republika Srpska                            | Condamné par le TPIY                                       | Camp de Keraterm                             |                       | oui                      |                                              |                                                      | 5 ans (plaidoyer de culpabilité)                                                              | 13 novembre 2001 | Transféré en Autriche pour purger sa peine.Libération anticipée accordée le 28 février 2003. | IT-95-8                      |  |
| Kolundžija Dragan         | Republika Srpska                            | Condamné par le TPIY                                       | Camp de Keraterm                             |                       | oui                      |                                              |                                                      | 3 ans (plaidoyer de culpabilité)                                                              | 13 novembre 2001 | Libération anticipée accordée le 5 décembre 2001. | IT-95-8                      |  |
| Timarac Nedjeljko         | Republika Srpska                            | Acte d'accusation retiré                                   | Camp de Keraterm                             |                       |                          |                                              |                                                      | Pas de procès                                                                                 | Non pertinent | / | IT-95-8                      |  |
| Lajić Goran               | Republika Srpska                            | Acte d'accusation retiré                                   | Camp de Keraterm                             |                       |                          |                                              |                                                      | Pas de procès                                                                                 | Non pertinent | / | IT-95-8                      |  |
| Kondić Dragan             | Republika Srpska                            | Acte d'accusation retiré                                   | Camp de Keraterm                             |                       |                          |                                              |                                                      | Pas de procès                                                                                 | Non pertinent | / | IT-95-8                      |  |
| Šaponja Dragomir          | Republika Srpska                            | Acte d'accusation retiré                                   | Camp de Keraterm                             |                       |                          |                                              |                                                      | Pas de procès                                                                                 | Non pertinent | / | IT-95-8                      |  |
| Janjić Nikica             | Republika Srpska                            | Décédé (avant le procès)                                   | Camp de Keraterm                             |                       |                          |                                              |                                                      | Procès non commencé                                                                           | Non pertinent | Décédé le 9 juin 1997 | IT-95-8                      |  |
| Simić Blagoje (en)        | Republika Srpska                            | Condamné par le TPIY                                       | Bosanski Šamac                               |                       | oui                      |                                              |                                                      | 15 ans                                                                                        | 28 novembre 2006 | Transféré au Royaume-Uni pour purger sa peine. Libération anticipée accordée le 15 février 2011 | IT-95-9 ; MICT-16-102        |  |
| Tadić Miroslav            | Republika Srpska                            | Condamné par le TPIY                                       | Bosanski Šamac                               |                       | oui                      |                                              |                                                      | 8 ans                                                                                         | 17 octobre 2003 | Libération anticipée accordée le 3 novembre 2004. | IT-95-9 ; MICT-16-102        |  |
| Zarić Simo (ca)           | Republika Srpska                            | Condamné par le TPIY                                       | Bosanski Šamac                               |                       | oui                      |                                              |                                                      | 6 ans                                                                                         | 17 octobre 2003 | Libération anticipée accordée le 21 janvier 2004. | IT-95-9 ; MICT-16-102        |  |
| Miljković Slobodan        | Republika Srpska                            | Décédé (avant le procès)                                   | Bosanski Šamac                               |                       |                          |                                              |                                                      | Procès non commencé                                                                           | Non pertinent | Décédé le 8 août 1998. | IT-95-9 ; MICT-16-102        |  |
| Simić Milan               | Republika Srpska                            | Condamné par le TPIY                                       | Bosanski Šamac                               |                       | oui                      |                                              |                                                      | 5 ans (plaidoyer de culpabilité)                                                              | 17 octobre 2002 | Libération anticipée accordée le 27 octobre 2003. | IT-95-9/2                    |  |
| Stakić Milomir (en)       | Republika Srpska                            | Condamné par le TPIY                                       | Prijedor                                     |                       | oui                      | oui                                          |                                                      | 40 ans                                                                                        | 22 mars 2006 | Transféré en France pour purger sa peine ; réduction de 15 mois (6 octobre 2017). | IT-97-24 ; MICT-13-60        |  |
| Stanišić Mićo             | Republika Srpska                            | Condamné par le TPIY                                       | Bosnie-Herzégovine                           |                       | oui                      | oui                                          |                                                      | 22 ans                                                                                        | 30 juin 2016 | Transféré en Pologne pour purger sa peine. | IT-08-91 ; MICT-13-53        |  |
| Župljanin Stojan (en)     | Republika Srpska                            | Condamné par le TPIY                                       | Bosnie-Herzégovine                           |                       | oui                      | oui                                          |                                                      | 22 ans                                                                                        | 30 juin 2016 | Transféré en Pologne pour purger sa peine. | IT-08-91 ; MICT-13-53        |  |
| Strugar Pavle (en)        | Serbie-et-Monténégro (république de Serbie) | Condamné par le TPIY                                       | Dubrovnik                                    |                       |                          | oui                                          |                                                      | 7 ans ½                                                                                       | 17 juillet 2008 | Libération anticipée accordée le 20 février 2009. | IT-01-42                     |  |
| Zec Milan (hr)            | Serbie-et-Monténégro (république de Serbie) | Acte d'accusation retiré                                   | Dubrovnik                                    |                       |                          |                                              |                                                      | Pas de procès                                                                                 | Non pertinent | / | IT-01-42                     |  |
| Tadić Duško               | Republika Srpska                            | Condamné par le TPIY                                       | Prijedor                                     |                       | oui                      | oui                                          | oui                                                  | 20 ans                                                                                        | 26 janvier 2000 | Transféré en Allemagne pour purger sa peine. Libération anticipée accordée le 17 juillet 2008. | IT-94-1 ; MICT-14-71         |  |
| Borovnica Goran           | Republika Srpska                            | Décédé (avant le procès)                                   | Prijedor                                     |                       |                          |                                              |                                                      | Procès non commencé                                                                           | Non pertinent | Décédé le 22 novembre 1996. | IT-94-1 ; MICT-14-71         |  |
| Talić Momir (en)          | Republika Srpska                            | Décédé (pendant le procès)                                 | Krajina                                      |                       |                          |                                              |                                                      | Procès non mené à son terme                                                                   | Non pertinent | Décédé le 28 mai 2003. | IT-99-36/1                   |  |
| Todorović Stevan          | Republika Srpska                            | Condamné par le TPIY                                       | Bosanski Šamac                               |                       | oui                      |                                              |                                                      | 10 ans (plaidoyer de culpabilité)                                                             | 31 juillet 2001 | Transféré en Espagne pour purger sa peine. Libération anticipée accordée le 22 juin 2005. | IT-95-9/1                    |  |
| Tolimir Zdravko           | Republika Srpska                            | Condamné par le TPIY                                       | Srebrenica                                   | oui                   | oui                      | oui                                          |                                                      | Réclusion à perpétuité                                                                        | 8 avril 2015 | Décédé le 8 février 2016. | IT-05-88/2 ; MICT-15-95      |  |
| Vasiljević Mitar (en)     | Republika Srpska                            | Condamné par le TPIY                                       | Višegrad                                     |                       |                          | oui                                          |                                                      | 15 ans                                                                                        | 25 février 2004 | Transféré en Autriche pour purger sa peine. Libération anticipée accordée le 12 mars 2010. | IT-98-32                     |  |
| Zelenović Dragan (ca)     | Republika Srpska                            | Condamné par le TPIY                                       | Foča                                         |                       | oui                      | oui                                          |                                                      | 15 ans                                                                                        | 31 octobre 2007 | Transféré en Belgique pour purger sa peine. Libération anticipée accordée le 28 août 2015. | IT-96-23/2 ; MICT 15-89      |  |
| Janjić Janko              | Republika Srpska                            | Décédé (avant le procès)                                   | Foča                                         |                       |                          |                                              |                                                      | Procès non commencé                                                                           | Non pertinent | Décédé en octobre 2000. | IT-96-23/2 ; MICT 15-89      |  |
| Gagović Dragan            | Republika Srpska                            | Décédé (avant le procès)                                   | Foča                                         |                       |                          |                                              |                                                      | Procès non commencé                                                                           | Non pertinent | Décédé en 1999. | IT-96-23/2 ; MICT 15-89      |  |
| Janković Gojko (sv)       | Republika Srpska                            | Renvoi vers une juridiction nationale                      | Foča                                         |                       |                          |                                              |                                                      | Jugement national                                                                             | Non pertinent | Affaire transférée à la Cour d’État de Bosnie-Herzégovine. Condamné à 34 ans d'emprisonnement le 19 novembre 2007.                                                                                   | IT-96-23/2 ; MICT-13-51      |  |
| Stanković Radovan         | Republika Srpska                            | Renvoi vers une juridiction nationale                      | Foča                                         |                       |                          |                                              |                                                      | Jugement national                                                                             | Non pertinent | Affaire transférée à la Cour d’État de Bosnie-Herzégovine. Condamné à 20 ans d'emprisonnement le 28 mars 2007.                                                                                       | IT-96-23/2 ; MICT-13-51      |  |
| Rašević Mitar             | Republika Srpska                            | Renvoi vers une juridiction nationale                      | Foča                                         |                       |                          |                                              |                                                      | Jugement national                                                                             | Non pertinent | Affaire transférée à la Cour d’État de Bosnie-Herzégovine. Condamné à 8 ans ½ d'emprisonnement le 28 février 2008.                                                                                   | IT-97-25/1                   |  |
| Todović Savo              | Republika Srpska                            | Renvoi vers une juridiction nationale                      | Foča                                         |                       |                          |                                              |                                                      | Jugement national                                                                             | Non pertinent | Affaire transférée à la Cour d’État de Bosnie-Herzégovine. Condamné à 12 ans ½ d'emprisonnement le 28 février 2008.                                                                                  | IT-97-25/1                   |  |
| Trbić Milorad             | Republika Srpska                            | Renvoi vers une juridiction nationale                      | Srebrenica                                   |                       |                          |                                              |                                                      | Jugement national                                                                             | Non pertinent | Affaire transférée à la Cour d’État de Bosnie-Herzégovine. Condamné à 30 ans d'emprisonnement le 16 octobre 2009.                                                                                    | IT-05-86                     |  |
| Ademi Rahim               | République de Croatie                       | Renvoi vers une juridiction nationale                      | Poche de Medak                               |                       |                          |                                              |                                                      | Jugement national                                                                             | Non pertinent | Affaire transférée à la justice croate. Acquitté le 11 mars 2010. | IT-04-78                     |  |
| Norac Mirko               | République de Croatie                       | Renvoi vers une juridiction nationale                      | Poche de Medak                               |                       |                          |                                              |                                                      | Jugement national                                                                             | Non pertinent | Affaire transférée à la justice croate. Deux peines combinées en une unique de 15 ans d'emprisonnement le 13 juillet 2010. Libération anticipée accordée le 25 novembre 2011.                        | IT-04-78                     |  |
| Kovačević Vladimir (en)   | Serbie-et-Monténégro (république de Serbie) | Renvoi vers une juridiction nationale                      | Dubrovnik                                    |                       |                          |                                              |                                                      | Jugement national                                                                             | Non pertinent | Affaire transférée à la Serbie. Rejet de l'acte d'accusation en décembre 2007 en raison d'un trouble mental.                                                                                         | IT-01-42/2                   |  |
| Ljubičić Paško            | République croate d'Herceg-Bosna            | Renvoi vers une juridiction nationale                      | Vallée de la Lašva                           |                       |                          |                                              |                                                      | Jugement national                                                                             | Non pertinent | Affaire transférée à la Cour d’État de Bosnie-Herzégovine. Condamné à 10 ans d'emprisonnement le 29 avril 2008.                                                                                      | IT-00-41                     |  |
| Mejakić Željko            | Republika Srpska                            | Renvoi vers une juridiction nationale                      | Camps d'Omarska et de Keraterm               |                       |                          |                                              |                                                      | Jugement national                                                                             | Non pertinent | Affaire transférée à la Cour d’État de Bosnie-Herzégovine. Condamné à 21 ans d'emprisonnement | IT-02-65                     |  |
| Gruban Momčilo            | Republika Srpska                            | Renvoi vers une juridiction nationale                      | Camps d'Omarska et de Keraterm               |                       |                          |                                              |                                                      | Jugement national                                                                             | Non pertinent | Affaire transférée à la Cour d’État de Bosnie-Herzégovine. Condamné à 7 ans d'emprisonnement | IT-02-65                     |  |
| Fuštar Dušan              | Republika Srpska                            | Renvoi vers une juridiction nationale                      | Camps d'Omarska et de Keraterm               |                       |                          |                                              |                                                      | Jugement national                                                                             | Non pertinent | Affaire transférée à la Cour d’État de Bosnie-Herzégovine. Condamné à 9 ans d'emprisonnement | IT-02-65                     |  |
| Duško Knežević            | Republika Srpska                            | Renvoi vers une juridiction nationale                      | Camps d'Omarska et de Keraterm               |                       |                          |                                              |                                                      | Jugement national                                                                             | Non pertinent | Affaire transférée à la Cour d’État de Bosnie-Herzégovine. Condamné à 31 ans d'emprisonnement | IT-02-65                     |  |
| Zdravko Govedarica        | Republika Srpska                            | Acte d'accusation retiré                                   | Camps d'Omarska et de Keraterm               |                       |                          |                                              |                                                      | Pas de procès                                                                                 | Non pertinent | / | IT-02-65                     |  |
| Gruban (prénom inconnu)   | Republika Srpska                            | Acte d'accusation retiré                                   | Camps d'Omarska et de Keraterm               |                       |                          |                                              |                                                      | Pas de procès                                                                                 | Non pertinent | / | IT-02-65                     |  |
| Predrag Kostić            | Republika Srpska                            | Acte d'accusation retiré                                   | Camps d'Omarska et de Keraterm               |                       |                          |                                              |                                                      | Pas de procès                                                                                 | Non pertinent | / | IT-02-65                     |  |
| Nedjeljko Paspalj         | Republika Srpska                            | Acte d'accusation retiré                                   | Camps d'Omarska et de Keraterm               |                       |                          |                                              |                                                      | Pas de procès                                                                                 | Non pertinent | / | IT-02-65                     |  |
| Milan Pavlić              | Republika Srpska                            | Acte d'accusation retiré                                   | Camps d'Omarska et de Keraterm               |                       |                          |                                              |                                                      | Pas de procès                                                                                 | Non pertinent | / | IT-02-65                     |  |
| Milutin Popović           | Republika Srpska                            | Acte d'accusation retiré                                   | Camps d'Omarska et de Keraterm               |                       |                          |                                              |                                                      | Pas de procès                                                                                 | Non pertinent | / | IT-02-65                     |  |
| Draženko Predojević       | Republika Srpska                            | Acte d'accusation retiré                                   | Camps d'Omarska et de Keraterm               |                       |                          |                                              |                                                      | Pas de procès                                                                                 | Non pertinent | / | IT-02-65                     |  |
| Željko Savić              | Republika Srpska                            | Acte d'accusation retiré                                   | Camps d'Omarska et de Keraterm               |                       |                          |                                              |                                                      | Pas de procès                                                                                 | Non pertinent | / | IT-02-65                     |  |
| Mirko Babić               | Republika Srpska                            | Acte d'accusation retiré                                   | Camps d'Omarska et de Keraterm               |                       |                          |                                              |                                                      | Pas de procès                                                                                 | Non pertinent | / | IT-02-65                     |  |
| Banović Nenad             | Republika Srpska                            | Acte d'accusation retiré                                   | Camps d'Omarska et de Keraterm               |                       |                          |                                              |                                                      | Pas de procès                                                                                 | Non pertinent | / | IT-02-65                     |  |
| Simatović Franko (en)     | Serbie-et-Monténégro (république de Serbie) | Condamné par le MTPI lors du nouveau procès de 1e instance |                                              |                       | oui                      | oui                                          |                                                      | 12 ans (non définitif)                                                                        | 30 juin 2021 (non définitif) | Nouveau procès ordonné par la Chambre d'appel du TPIY le 15 décembre 2015. En attente de la décision de faire éventuellement appel à la suite de la décision de 2021                                 | IT-03-69 ; MICT-15-96        |  |
| Stanišić Jovica           | Serbie-et-Monténégro (république de Serbie) | Condamné par le MTPI lors du nouveau procès de 1e instance |                                              | oui                   | oui                      |                                              | 12 ans (non définitif)                               | 30 juin 2021 (non définitif)                                                                  | Nouveau procès ordonné par la Chambre d'appel du TPIY le 15 décembre 2015. En attente de la décision de faire éventuellement appel à la suite de la décision de 2021 | | IT-03-69 ; MICT-15-96        |  |
| Mladić Ratko              | Republika Srpska                            | Condamné par le MTPI                                       |                                              | oui                   | oui                      | oui                                          |                                                      | Réclusion à perpétuité                                                                        | 8 juin 2021 | Sentence en cours d'exécution - en attente d'un Etat pour purger la peine. | IT-09-92 ; MICT-13-56        |  |
| Karadžić Radovan          | Republika Srpska                            | Condamné par le MTPI                                       |                                              | oui                   | oui                      | oui                                          |                                                      | Réclusion à perpétuité                                                                        | 20 mars 2019 | Sentence en cours d'exécution - en attente d'un Etat pour purger la peine. | IT-95-5/18 ; MICT-13-55      |  |
| Šešelj Vojislav           | Serbie-et-Monténégro (république de Serbie) | Condamné par le MTPI                                       |                                              |                       | oui                      |                                              |                                                      | 10 ans                                                                                        | 11 avril 2018 | Peine intégralement purgée. | IT-03-67 ; MICT-16-99        |  |